# Paepalanthus planifolius
Paepalanthus planifolius är en gräsväxtart som först beskrevs av August Gustav Heinrich von Bongard, och fick sitt nu gällande namn av Friedrich August Körnicke. Paepalanthus planifolius ingår i släktet Paepalanthus och familjen Eriocaulaceae.

## Underarter
Arten delas in i följande underarter:
- P. p. globulifer
- P. p. planifolius

## Bildgalleri

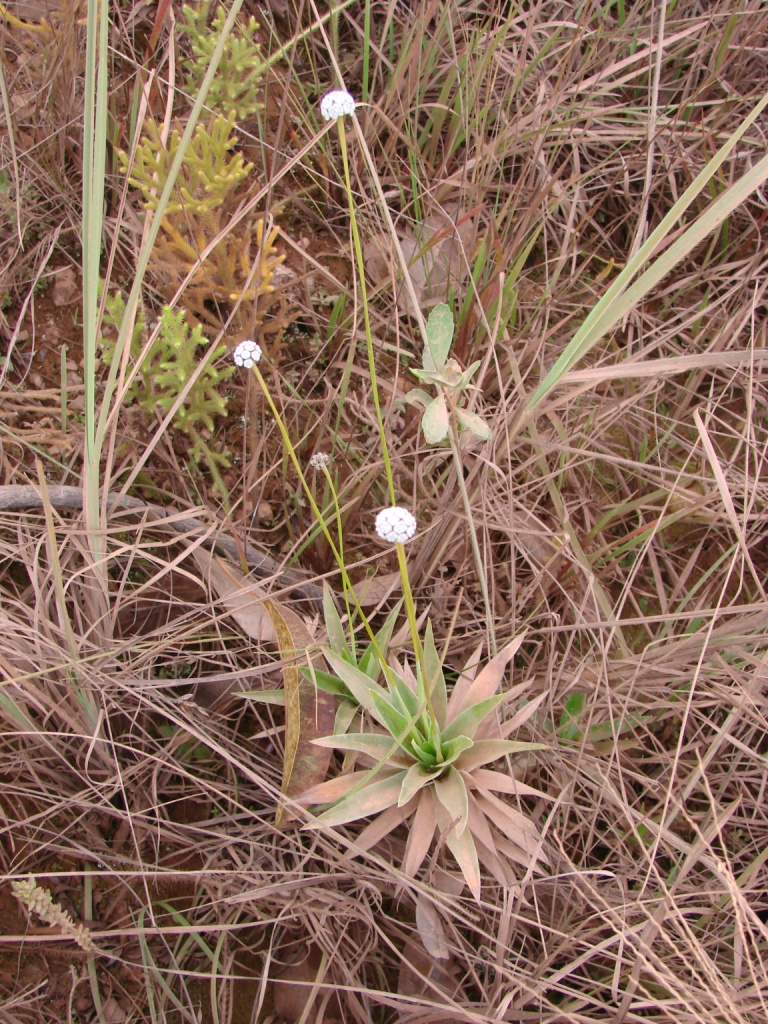